# Premi Internacional de Literatura Antonio Machado
El Premi Internacional de Literatura Antonio Machado (en francès: Prix International de Littérature Antonio Machado) és un premi concedit per la Fundació Antonio Machado de Cotlliure (Catalunya Nord) des de l'any 1979. S'entregà biennalment fins al 2007, en què passà a ser anual i a admetre també obres escrites en català. El premi es concedeix a una obra de literatura inèdita de qualsevol gènere i d'esperit conforme al pensament de Machado, escrita en català, castellà o francès. El guanyador és anunciat a les jornades anuals sobre Antonio Machado organitzades a Cotlliure pels voltants de febrer.

## Guanyadors del premi[1]
- 1979: Bernard Sesé, per l'estudi Antonio Machado : l'homme, le poète, le penseur[4]
- 1981: Jossette Colomer i Georges Colomer, per l'estudi Les poètes ibéro-américains et la guerre civile espagnole[5]
- 1983: Narciso Alba, per l'estudi Antonio Machado. Los años de Baeza (1921-1919)[6]
- 1985: Premi declarat desert
- 1991: Fausto Burgos Izquierdo, per l'estudi El alma suelta. La pintura de Francisco San José
- 1993: Alberto Szpunberg, pel poemari Luces que a lo lejos[7][8]
- 1995: Miquel López Crespí, per la traducció Las dispersas ausencias[9]
- 1997: Ex aequo: Carlos Murciano, pel poemari Concierto de cámara;[10][11] i Geneviève Reuss, pel poemari Couleurs d'humeur
- 1999: Juan Drago Gutiérrez, pel poemari Orfeo encuentra el mar[12]
- 2000: Javier Pérez Bazo, pel poemari Desde el vértigo[13]
- 2002: Federico Serralta, pel poemari Vida frontera
- 2004: Carmen de Castillo Elejabeytia, pel poemari Raíces[14]
- 2006: Ievgueni Afasseïev, per Les volets bleus
- 2007: Christine Arnaud, per La boulette de papier
- 2008: Toni Ibàñez, pel poemari Entrellum[15]
- 2009: Toni Quero, pel poemari Los adolescentes furtivos[2]
- 2010: Antonio M. Herrera, pel poemari Tras el vivir y el soñar (Villa Amparo)[16][17]
- 2011: Xavier Serrahima, pel poemari Engrunes d'hores.[18]
- 2012: Eugeni Perea Simón, pel poemari Amb pedres al ronyó.
- 2013: Premi declarat desert
- 2014: Selena Millares, per El faro y la noche
- 2015: Miguel Barrero, per Camposanto en Collioure
- 2016: Premi declarat desert
- 2017: Pilar Zapata Bosch, per La cáscara amarga
- 2018: José Malvís, per Todos los días son lunes en Diwaniya
- 2019: Ángel Petisme, per La camisa de Machado